# Suore discepole di Gesù Eucaristico
Le Suore Discepole di Gesù Eucaristico sono un istituto religioso femminile di diritto pontificio: i membri di questa congregazione pospongono al loro nome la sigla D.G.E.

## Storia
La congregazione fu fondata il 4 ottobre 1923 a Tricarico da Raffaello Delle Nocche (1877-1960), vescovo di Tricarico, con l'aiuto di Linda Machina, che ne fu la prima superiora generale.
Venne canonicamente eretta in istituto di diritto diocesano con decreto del 14 agosto 1927; ottenne il pontificio decreto di lode il 29 maggio 1943 e le sue costituzioni furono approvate definitivamente dalla Santa Sede il 23 giugno 1952.

## Attività e diffusione
Le Discepole di Gesù Eucaristico operano in asili, centri di accoglienza e case di riposo per anziani e disabili: la loro spiritualità è incentrata sul culto eucaristico.
Oltre che in Italia, sono presenti in Brasile, in Africa (Mozambico, Ruanda) e in Asia (Filippine, Indonesia, Timor Est, Vietnam): la sede generalizia è in via delle Sette Chiese a Roma.
Al 31 dicembre 2008 l'istituto contava 404 religiose in 52 case.